# Old Flames Can’t Hold a Candle to You
"Old Flames Can’t Hold a Candle to You" (дословно — «Старое пламя не может удержать твою свечу») — кантри-песня, написанная певицей Пиби Себерт и Хью Моффаттом. Это был кантри-хит под номером 14 в США по мнению Джо Сана в 1978 году и хит под номером 86 для Брайана Коллинза в том же году. Позже песню перепела Долли Партон, которая в августе 1980 года подняла её на вершину чартов кантри-синглов США. Партон включила свою версию в альбом Dolly, Dolly, Dolly 1980 года, и она была выпущена как второй сингл с альбома после успеха "Starting Over Again". В 2013 году дочь Себерт, Кеша, выпустила акустический кавер на песню в рамках своего мини-альбома Deconstructed. Новая версия с участием Партон — это трек из альбома Кеши Rainbow 2017 года.

## Содержание
В песне рассказчица говорит своему возлюбленному не тревожиться из-за былого, поскольку это «старое пламя» осталось в прошлом и исчезает из памяти из-за нынешней любви.

## В чартах

### Джо Сан
| Чарт (1978)                       | Высшая позиция |
| --------------------------------- | -------------- |
| Канада (RPM Country Tracks)       | 29             |
| США (Billboard Hot Country Songs) | 14             |

### Брайан Коллинз
| Чарт (1978)                       | Высшая позиция |
| --------------------------------- | -------------- |
| США (Billboard Hot Country Songs) | 86             |

### Долли Партон
| Чарт (1980)                       | Высшая позиция |
| --------------------------------- | -------------- |
| Канада (RPM Country Tracks)       | 2              |
| США (Billboard Hot Country Songs) | 1              |